# Cleonymia vaulogeri
Cleonymia vaulogeri là một loài bướm đêm trong họ Noctuidae.